# Cheatin' Was the Last Thing on My Mind
Cheatin' Was the Last Thing on My Mind es el primer álbum de estudio de la cantante estadounidense Nancy Wayne. Fue publicado en julio de 1974 a través de 20th Century Records. 

## Grabación y contenido
Las sesiones de grabación del álbum tuvieron lugar en dos estudios diferentes de California: Golden West Sound de Hollywood y Kendun Recorders de Burbank. Eddie Martinez produjo el álbum y Bruce Ablin y Carl Yanchar se desempeñaron como ingenieros de audio. El álbum contenía diez canciones. El álbum incluyó temas escritas por compositores establecidos. Esto incluyó a Glenn Ballantyne, Jackie DeShannon y Emory Gordy, este último tocó el bajo eléctrico en el álbum. Warren Roche añadió arreglos de cuerdas a muchas de las pistas.

## Lanzamiento
Cheatin' Was the Last Thing on My Mind se lanzó en julio de 1974 por 20th Century Fox Records y se convirtió en el primer álbum de estudio de Wayne. Se publicó como un LP de vinilo y contenía cinco temas en cada lado del disco. El álbum no se posicionó en las listas musicales de Billboard, particularmente la lista Hot Country LPs. 

## Promoción
Cheatin' Was the Last Thing on My Mind incluía dos sencillos que se convirtieron en grandes éxitos. El primero en ser lanzado fue «The Back Door of Heaven» en abril de 1974. La canción se convirtió en el primer gran éxito de Wayne, alcanzando el puesto número 55 en la lista Hot Country Singles. El segundo y último sencillo publicado fue «Gone» en septiembre de 1974. Después de ocho semanas en la lista Hot Country Singles, alcanzó el número 34 el 23 de noviembre. «Gone» se convirtió en el sencillo de Wayne con mejor desempeño comercial.

## Lista de canciones
| Lado uno |                                    |                              |          |  |
| N.º      | Título                             | Escritor(es)                 | Duración |  |
| 1.       | «The Good Thing That You Had»      | Sunny Brown Emory Gordy, Jr. | 2:58     |  |
| 2.       | «'Til I Can't Take It Anymore»     | Dorian Burton Clyde Otis     | 3:27     |  |
| 3.       | «Was It Love with You Last Night?» | Richard B. Burns             | 3:03     |  |
| 4.       | «Arkansas First Time»              | Murry Wecht                  | 4:04     |  |
| 5.       | «The Back Door of Heaven»          | Glenn Ballantyne             | 2:51     |  |

| Lado dos |                                          |                             |          |  |
| N.º      | Título                                   | Escritor(es)                | Duración |  |
| 1.       | «Cheatin' Was the Last Thing on My Mind» | Burns                       | 3:07     |  |
| 2.       | «That's the Way We Fall in Love»         | Wecht                       | 3:08     |  |
| 3.       | «Pure Natural Love»                      | Jackie DeShannon Ballantyne | 2:26     |  |
| 4.       | «Greatest Show on Earth»                 | Ballantyne                  | 3:11     |  |
| 5.       | «Gone»                                   | Burns                       | 2:49     |  |

## Créditos y personal
Créditos adaptados desde las notas de álbum de Cheatin' Was the Last Thing on My Mind.
Músicos
- Nancy Wayne – voz principal y coros
- Alan Lindgren – teclados
- David F. Paich – teclados
- Richard Bennett – guitarra eléctrica y acústica
- Jay Dee Maness – steel guitar
- Emory Gordy, Jr. – bajo eléctrico
- Dennis B. St. John – batería
- Vassar Clements – violín tradicional
- Tommy Morgan – armónica
- Robert J. Zimmitti – vibráfono, percusión
- Michael Humphries – coros

Personal técnico
- Eddie Martinez  – productor
- Bruce Ablin – ingeniero de audio
- Carl Yanchar – ingeniero de audio, mezclas
- Warren Roche – arreglos en todas las canciones excepto «Was It Love with You Last Night?», conductor
- Jim “Ed” Norman – arreglos en «Was It Love with You Last Night?» y «That's the Way We Fall in Love»
- Richard Burns – arreglos en «Was It Love with You Last Night?»
- Kent Duncan – masterización
- Mike Palladín – fotografía
- Jack L. Levy – director artístico
- Eddie Douglas – diseño